# Lokve (Nova Gorica)
Lokve (olasz nyelven: Loqua) falu Nyugat-Szlovéniában, a Goriška statisztikai régióban, a Vipava-völgy felett, a hegyekben helyezkedik el. Közigazgatásilag Nova Goricához tartozik. Lakosságának száma 122 fő.
A település népszerű nyári üdülőhely a közeli Nova Gorica és Gorizia lakosai számára.

## Tömegsír
Lokvéban volt a második világháborús Lokve-tömegsír (szlovénül: Grobišče Lokve). A tömegsír a 10. Harcjármű Flotilla katonáinak földi maradványait rejtette, akik ezen a helyen vesztették életüket 1945 májusában. A földi maradványokra a 2003 decemberében kezdődött ásatássorán bukkantak rá, melyeket 2004 májusában újratemettek.

## Temploma
A település templomát Páduai Szent Antal tiszteletére emelték és a Koperi egyházmegyéhez tartozik.

## Híres személyek
A településen született, vagy élt híres személyek a következők:
- Leon Rupnik (1880–1946), tábornok
- Venceslav Winkler (1907–1975), író

## Fordítás
- Ez a szócikk részben vagy egészben  a   Lokve, Nova Gorica című angol Wikipédia-szócikk ezen változatának fordításán alapul.  Az eredeti cikk szerkesztőit annak laptörténete sorolja fel. Ez a jelzés csupán a megfogalmazás eredetét és a szerzői jogokat jelzi, nem szolgál a cikkben szereplő információk forrásmegjelöléseként.